# Арнейци
Арнейци (на гръцки: Αρναιώτες, Арнеотес, единствено число, мъжки род Αρναιώτης, Арнеотис) или старо лериговци, лериговчани (на гръцки: Λιαριγκοβινοί, Ляринговини, единствено число, мъжки род Λιαριγκοβινός, Ляринговинос) са жителите на градчето Арнеа (Леригово), Егейска Македония, Гърция. Това е списък на най-известните от тях.

## Родени в Арнеа
А — Б — В — Г — Д –
Е — Ж — З — И — Й –
К — Л — М — Н — О –
П — Р — С — Т — У –
Ф — Х — Ц — Ч — Ш –
Щ — Ю — Я

### Г
- Георгиос Вайонас (р. 1940), гръцки политик
- Георгиос Героянис, кмет на Леригово от 1896 до 1906 година

### Д
- Дионисий Кирацос (1923 – 2005), гръцки духовник, драмски митрополит

### Й
- Йоаникий Йерисовски, йерисовски епископ от 1838 до 1855 г.

### Л
- Лисимахос Сарафианос (1916 – 2002), гръцки политик

### Т
- Теохарис Героянис (1858 – 1910), основател и председател на атинския Централен македонски комитет

### Х
- Христос Пахтас (р. 1951), гръцки политик

## Починали в Арнеа
- Партений Келайдис (1830 – 1911), гръцки духовник
- Сократ Ставридис (1866 – 1944), гръцки духовник

## Свързани с Арнеа
- Стельос Валянос (р. 1979), гръцки политик, по произход и жител на Арнеа